# Pinkus Abortion Technician
Pinkus Abortion Technician è il ventitreesimo album in studio del gruppo musicale statunitense Melvins.
Il titolo e la copertina fanno un chiaro riferimento all'album Locust Abortion Technician del gruppo noise rock Butthole Surfers.
Oltre alla formazione corrente dei Melvins, ha collaborato alla produzione dell'album anche il bassista dei Butthole Surfers, Jeff Pinkus, ormai considerato membro fisso della band.

## Tracce
| 1. | "Stop Moving to Florida"   | 5:20 |
| 2. | "Embrace the Rub"          | 1:40 |
| 3. | "Don't Forget to Breathe"  | 7:53 |
| 4. | "Flamboyant Duck"          | 5:46 |
| 5. | "Break Bread"              | 2:34 |
| 6. | "I Want to Hold Your Hand" | 4:06 |
| 7. | "Prenup Butter"            | 4:38 |
| 8. | "Graveyard"                | 5:06 |

## Formazione
- King Buzzo – chitarre, voce
- Dale Crover – batteria, chitarra, voce, piano
- Steve McDonald – basso, voce
- Jeff Pinkus – basso, banjo, voce